# Esterel (Gebirge)

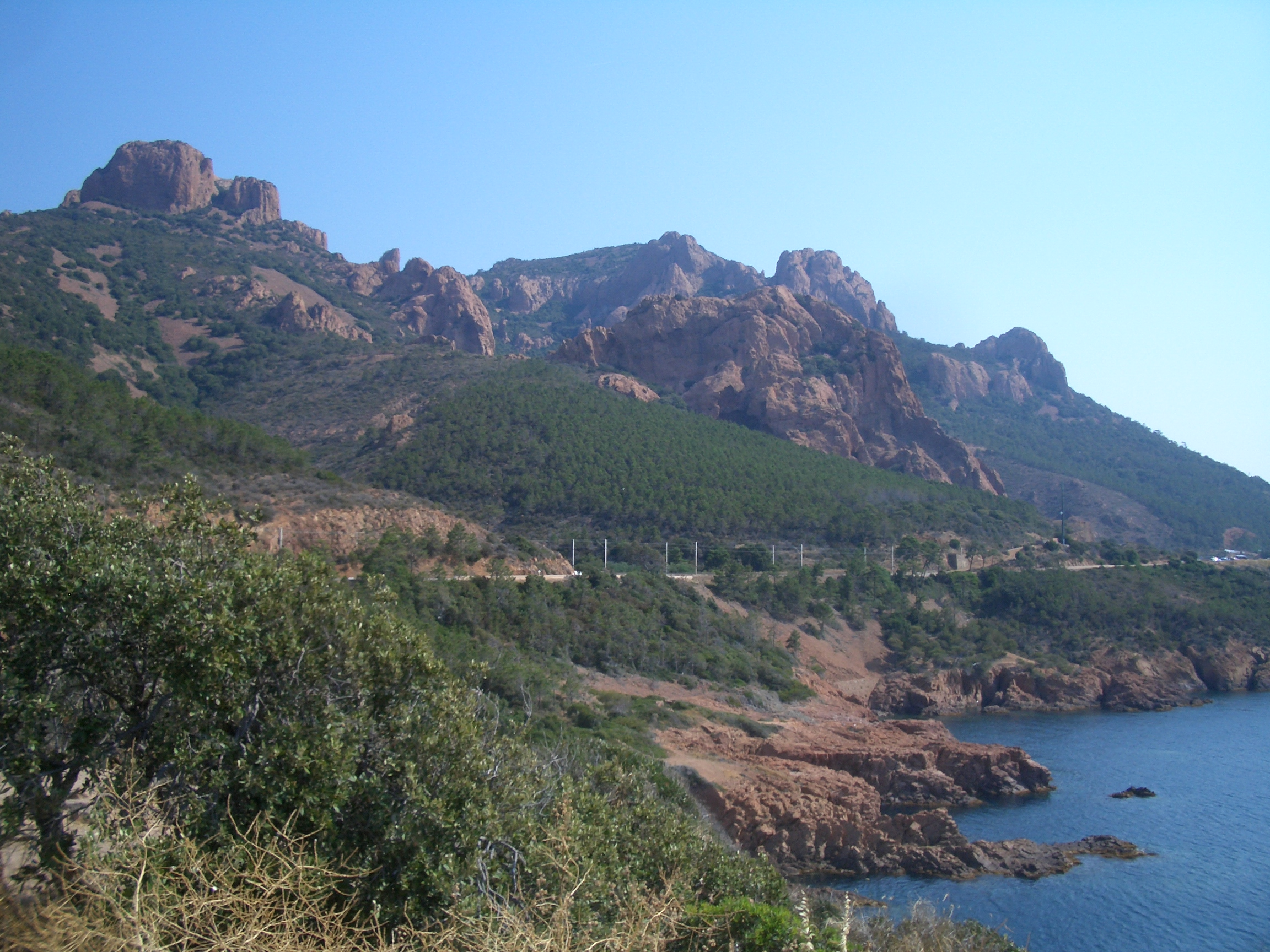
Cap l’Esterel am Mittelmeer

Der Esterel (französisch Massif de l’Esterel) ist ein Mittelgebirge in Frankreich, gelegen zwischen Cannes und Saint-Raphaël an der Côte d’Azur. Es gilt als beliebtes Wandergebiet. Die höchste Erhebung ist der Mont Vinaigre mit 614 m. Bekannt ist das Gebirge durch seine roten Felsformationen.

## Name
Für die Herkunft des Namens gibt es mehrere Hypothesen. Er wird abgeleitet
- vom prä-lateinischen ester („steiler Felsen, Felsschlucht“), vgl. hierzu das baskische Dorf Estérençuby oder das Estergebirge in den Bayerischen Voralpen,
- vom lateinischen sterilis („unfruchtbar“), bezogen auf die ertragsarmen Böden oder
- vom Namen Sueltiri eines keltoligurischen Stammes, der das Gebiet bewohnte.

Auf provenzalisch heißt das Gebirge Esterèu.

## Geographie
Der Esterel liegt im Südosten Frankreichs und springt zwischen Saint-Raphaël (Var) und Mandelieu-la-Napoule (Alpes-Maritimes) ins Mittelmeer vor. Vom Massif des Maures ist er durch das Tal des Argens getrennt. Sein Relief ist zerklüftet und stark ausgewaschen. Die Küste ist steil und reich an Einschnitten (Calanques).
Von seiner Fläche von 320 km² stehen 130 km² unter Schutz. 60 km² Forstgebiet unterstehen dem Office national des forêts.
Die wichtigsten Gipfel sind
- Mont Vinaigre (618 m) (Gemeinde Fréjus)
- Les Suvières (558 m)
- Pic de l’Ours (492 m)
- Cap Roux (453 m)
- Pic d’Aurelle (322 m)
- Rastel d’Agay (287 m)

Das Klima ist mediterran mit heißen und trockenen Sommern und milden, feuchten Wintern. Vor allem im Herbst ist das Klima humid, da das nahe Mittelmeer Wärme speichert, und die Regenfälle können wolkenbruchartig sein und zu starker Erosion führen.

## Geologie
Der Esterel ist herzynischen Ursprungs. Am Ende des Paläozoikums vor etwa 250 Millionen Jahren (im Perm)
brachte eine intensive vulkanische Aktivität, die 30 Millionen Jahre andauerte, große Mengen an Basalt und Rhyolith hervor. Im Mesozoikum unterlag das Massiv starker Erosion. Im Känozoikum wurde es durch die alpidischen Hebungen zum Mittelmeer hin gekippt.
Das Massiv besteht zum größten Teil aus Gesteinen mit porphyrischem Gefüge, insbesondere aus Rhyolithen, die ihm seine rötliche Grundfarbe geben. Letztere ist örtlich von Adern aus bläulichem Esterellit, der nur hier vorkommt, unterbrochen. Bedeutende Verwerfungen erstrecken sich on Ost-West-Richtung.

## Fauna und Flora
Im Esterel kommen unter anderem Rothirsche, Wildschweine und Hasen vor, ferner Fasanen und Rebhühner, Griechische Landschildkröten und verschiedene Eidechsenarten, Singzikaden und Schmetterlinge.
Im Esterel heimische Baumarten sind See-Kiefern, Pinien, Korkeichen und Oliven. Eukalypten australischer Herkunft sind eingebürgert worden, gelten aber als invasiv. Die Macchie besteht unter anderem aus Lavendel, Wacholder, Westlichem Erdbeerbaum, Ginster, Silber-Akazien (eine eingebürgerte Art), Zistrosen, Myrte, Rosmarin, Thymian und Heidekräutern.
Auf den Südhängen findet man die typische, an sommerliche Trockenheit angepasste Hartlaubvegetation, auf den kühleren und feuchteren Nordhängen hingegen eine eher alpine Vegetation mit Farnen, Heidekraut und Stechpalmen. Die Vegetation ist an nährstoffarme, harte und saure und leicht auswaschende Böden angepasst. Nach Trockenlegung des Stausees Lac d’Ecureuil und Abriss seines Staudamms 2009 ist die dort vorkommende, auf mehr Feuchtigkeit angewiesene Vegetation einer steppenartigen Zone auf dem ehemaligen Seegrund zu beiden Seiten des Flusses Agay gewichen.
1964 fiel der größte Teil des Waldbestandes einem großflächigen Waldbrand zum Opfer, weitere große Brände brachen in neuerer Zeit 1986, 2003 und 2007 aus.

## Geschichte
Altsteinzeitliche Stichel wurden in der Schlucht von Gratadis am Agay gefunden. Die Menhire von Aire-Peyronne (bei Saint-Raphaël) und bei Veyssières stammen aus der Jungsteinzeit.
Vor der römischen Eroberung bewohnten Kelto-Ligurer das Gebiet des Esterel. Die sich nach dem Gallischen Krieg zurückziehenden Oxybier hinterließen unter anderem ihre Bauten im Oppidum von Rastel d’Agay und am Mont Saint-Martin bei Mandelieu-la-Napoule sowie die Befestigungsanlagen auf dem Berg Auriasque und dem Bonnet de Capelan bei Fréjus.
Seit der Antike wurde der anstehende Rhyolith zur Herstellung von Mühlsteinen genutzt. Bisweilen wurden fast fertig gebrochene Werkstücke im Stich gelassen, vermutlich weil die örtliche Bevölkerung vor Gefahren fliehen musste; im 14. Jahrhundert, einer Zeit mehrerer Epidemien, wurde die Nutzung der Steinbrüche unterbrochen und danach bis ins 18. Jahrhundert fortgesetzt. Mühlsteine aus Esterel-Rhyolith wurden in einem sarazenischen Schiffswrack aus dem 10. Jahrhundert gefunden.
Zu römischen Zeiten wurde die Via Aurelia gebaut, die Fréjus mit Rom verband. Ein römischer Meilenstein wurde an der heutigen Nationalstraße 7 bei Les Adrets-de-l’Estérel gefunden.

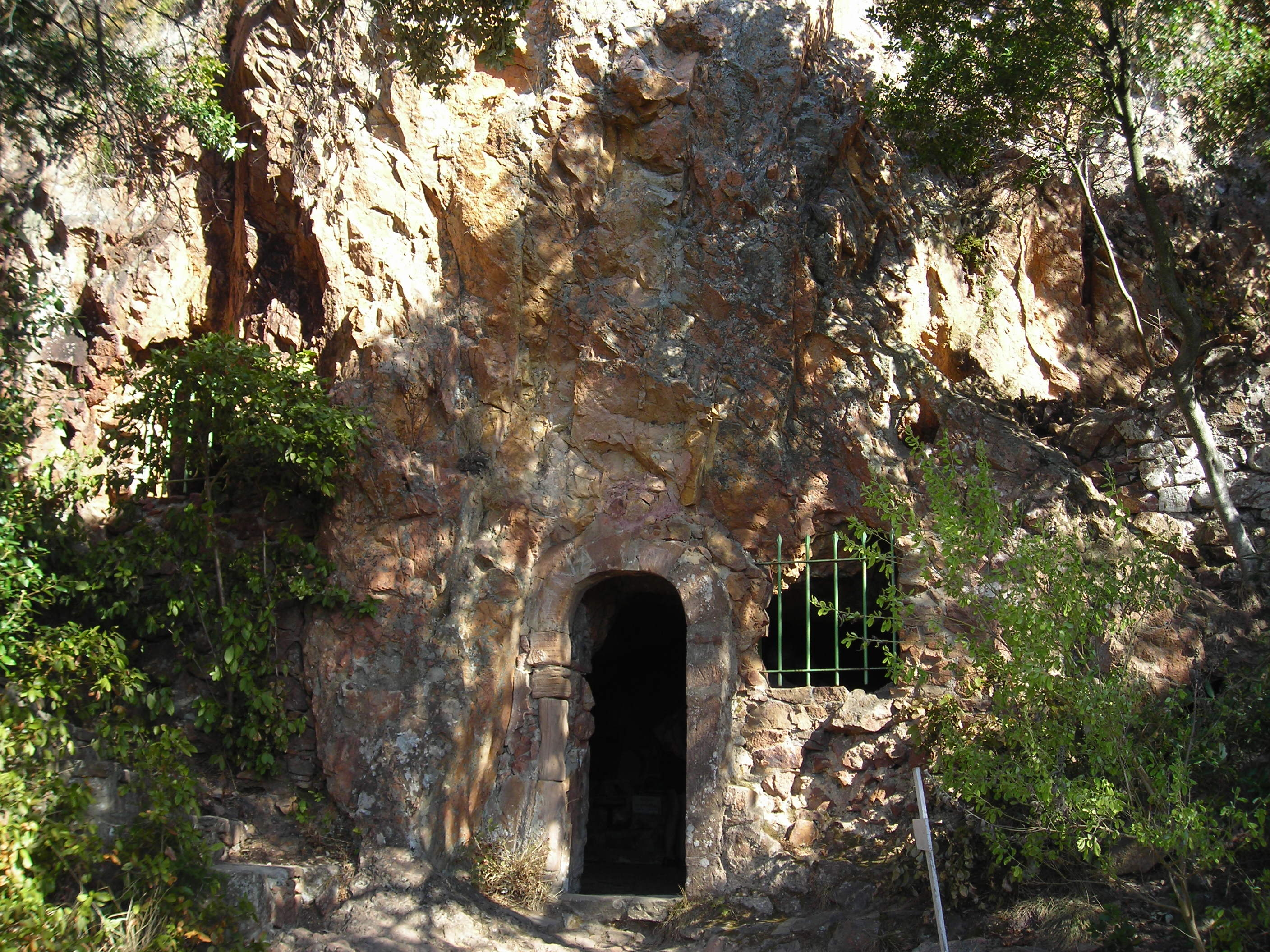
Einsiedelei des Honoratus von Arles (Sainte-Baume)

Im 4. Jahrhundert lebte der Eremit Honoratus von Arles in einer Höhle in den Bergen bei Fréjus, die nach dem benachbarten Massif de la Sainte-Baume ebenfalls Sainte-Baume genannt wurde. Vor dem Andrang von Pilgern zog er sich später auf eine der Îles de Lérins zurück, die später nach ihm benannt wurde. Andere Eremiten bewohnten nach ihm die Höhle.
Seit langem war der Esterel ein Versteck von Räubern. Im 18. Jahrhundert verbarg sich hier der Wegelagerer Gaspard de Besse, dessen Lebensgeschichte den Schriftsteller Jean Aicard zu seinem Roman Maurin des Maures inspirierte. Ebenso suchten aus dem Bagno von Toulouse entwichene Häftlinge ihre Zuflucht im Esterel.
Im 19. Jahrhundert wurde das Gebiet systematisch erschlossen, unter anderem zur Gewinnung von Kork aus Korkeichen. Forsthäuser wurden unter anderem in Trois Termes, Gratadis und Roussiveau errichtet. Beim Straßenbau tat sich der Ingenieur Auguste Muterse (1851–1922) hervor. Von 1901 bis 1903 wurde auf Initiative des Touring Club de France die Corniche d’Or, heute Teil der Nationalstraße 98 (heute Route départementale 559 und 6098) entlang der Küste zwischen Fréjus und La Napoule gebaut.
Am 15. August 1944 landeten alliierte Truppen im Rahmen der Operation Dragoon am Strand von Le Dramont, nachdem ein Vorauskommando die Brücke von Anthéor eingenommen hatte.

## Infrastruktur und Tourismus
Am Rande des Esterel verlaufen die Autoroute A 8 und die Route départementale 559/6098, der Nordteil wird von der Nationalstraße 7 durchquert, von der einige untergeordnete Straßen abzweigen. Die Calanques sind von der Küstenstraße aus erreichbar. Entlang der Küste verläuft auch die Bahnstrecke Marseille–Ventimiglia mit Stationen in Fréjus, Saint-Raphaël-Valescure, Boulouris-sur-Mer, Le Dramont, Agay, Anthéor Cap Roux, Le Trayas, Théoule-sur-Mer und Mandelieu-la-Napoule.
Touristen nutzen den Esterel zum Wandern, Bergsteigen und Mountainbiken. Im Sommer, besonders während des Mistral, werden Wege durch das Massiv jedoch zum Schutz vor Waldbränden gesperrt. Die Riffe bei Agay sind dank der guten Wasserqualität besonders bei Tauchern beliebt.

## Galerie

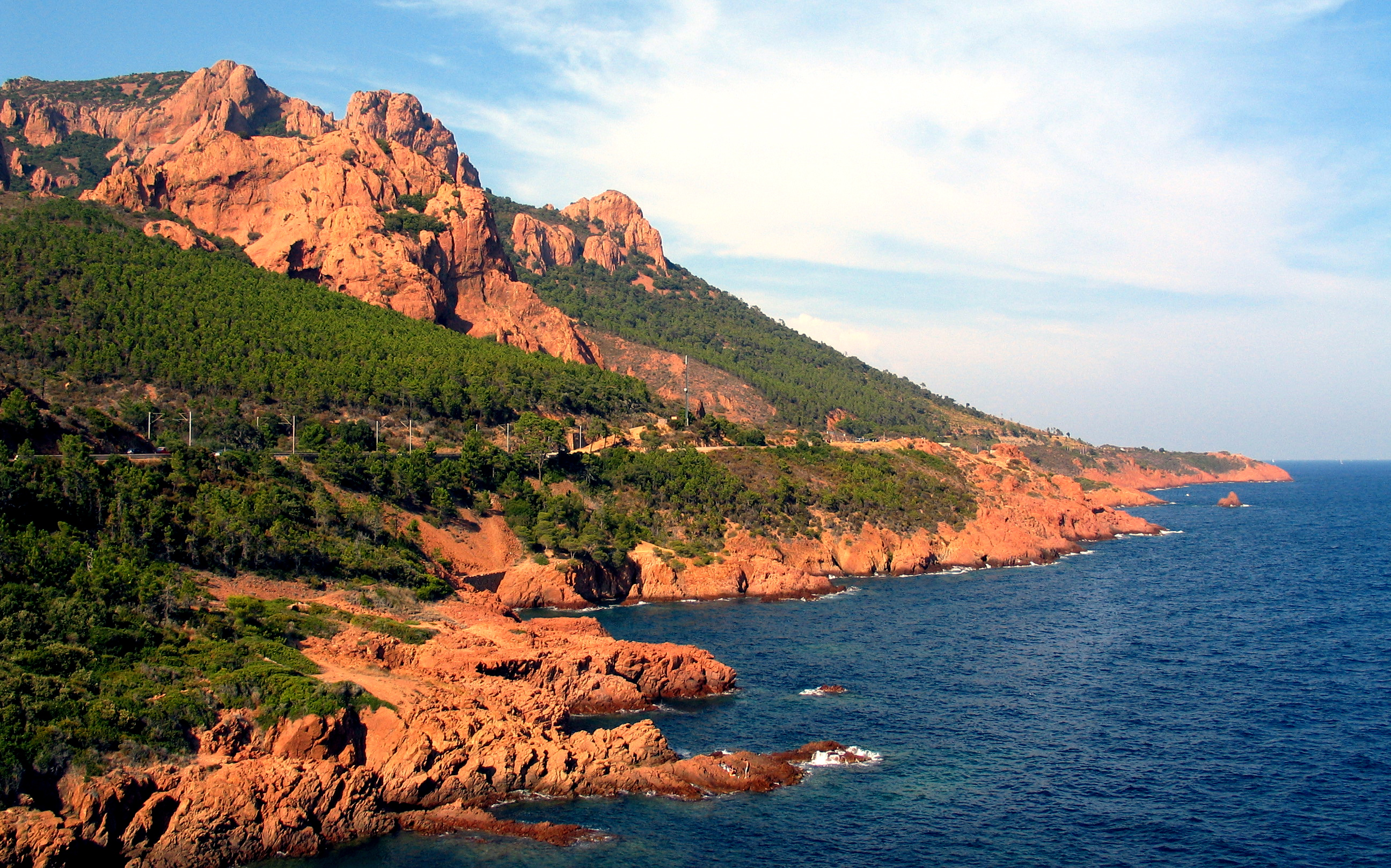
Im Esterel-Gebirge
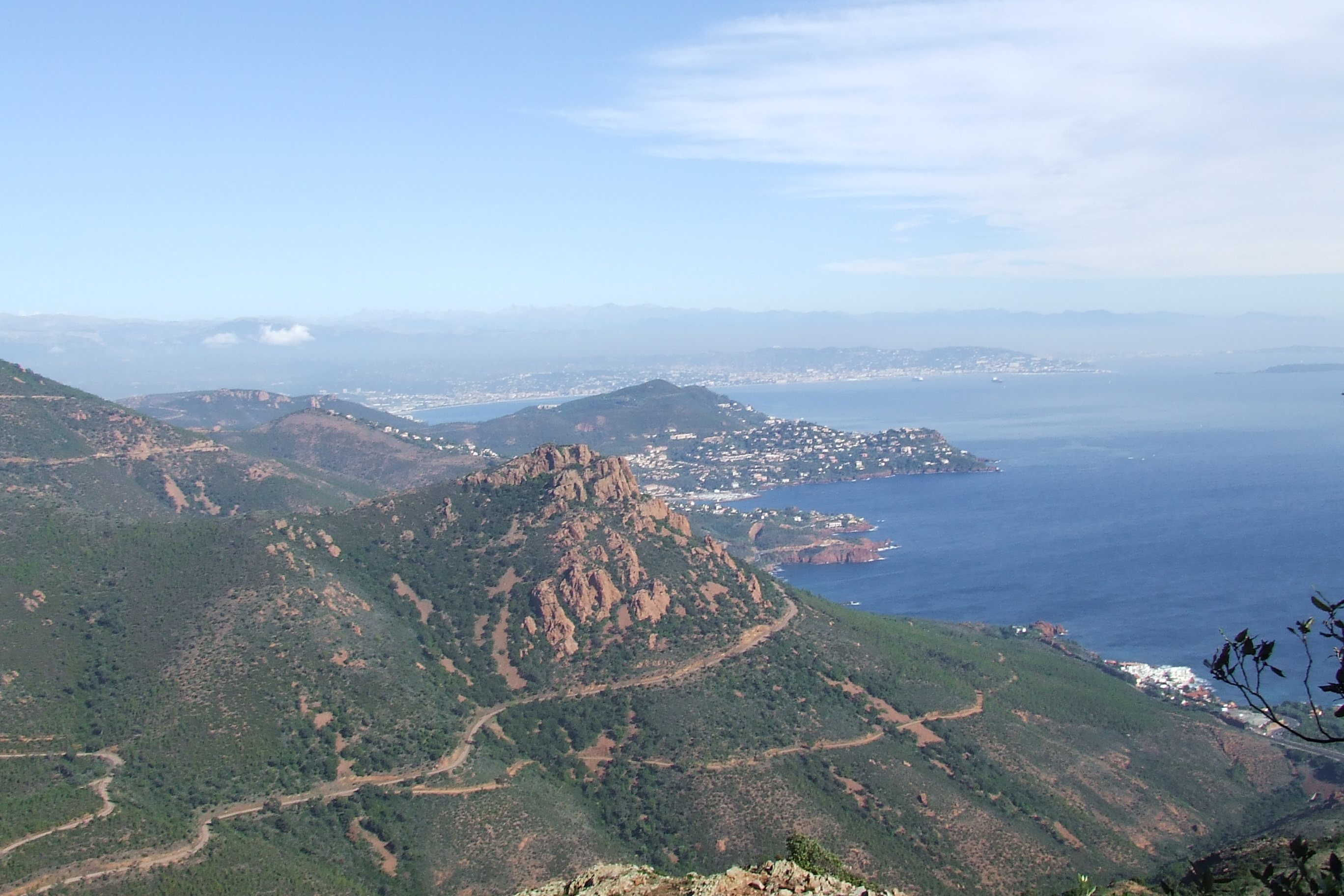
Blick auf die Bucht von Cannes
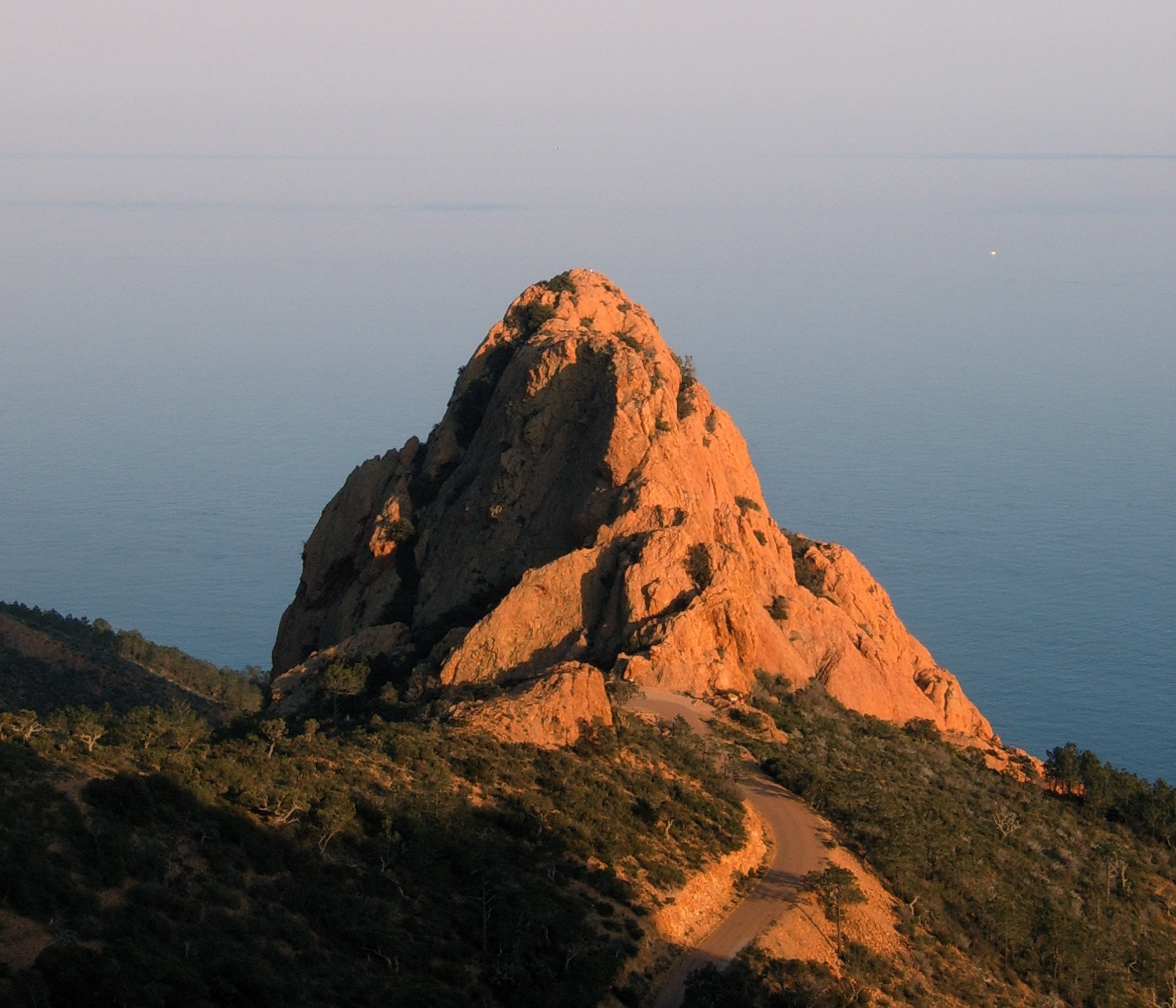
Rocher Saint-Barthélémy
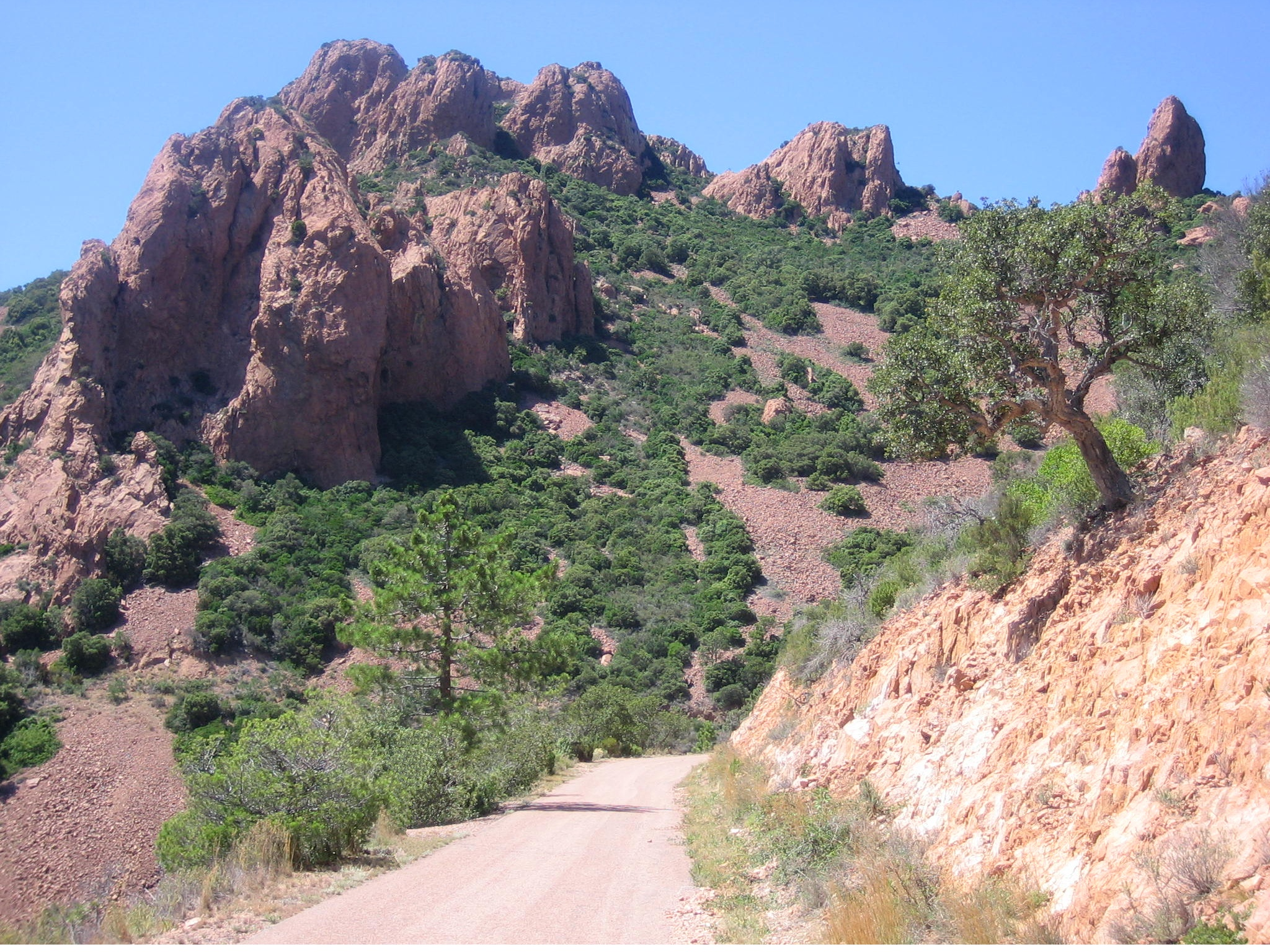
Weg zum Rocher Saint-Barthélémy
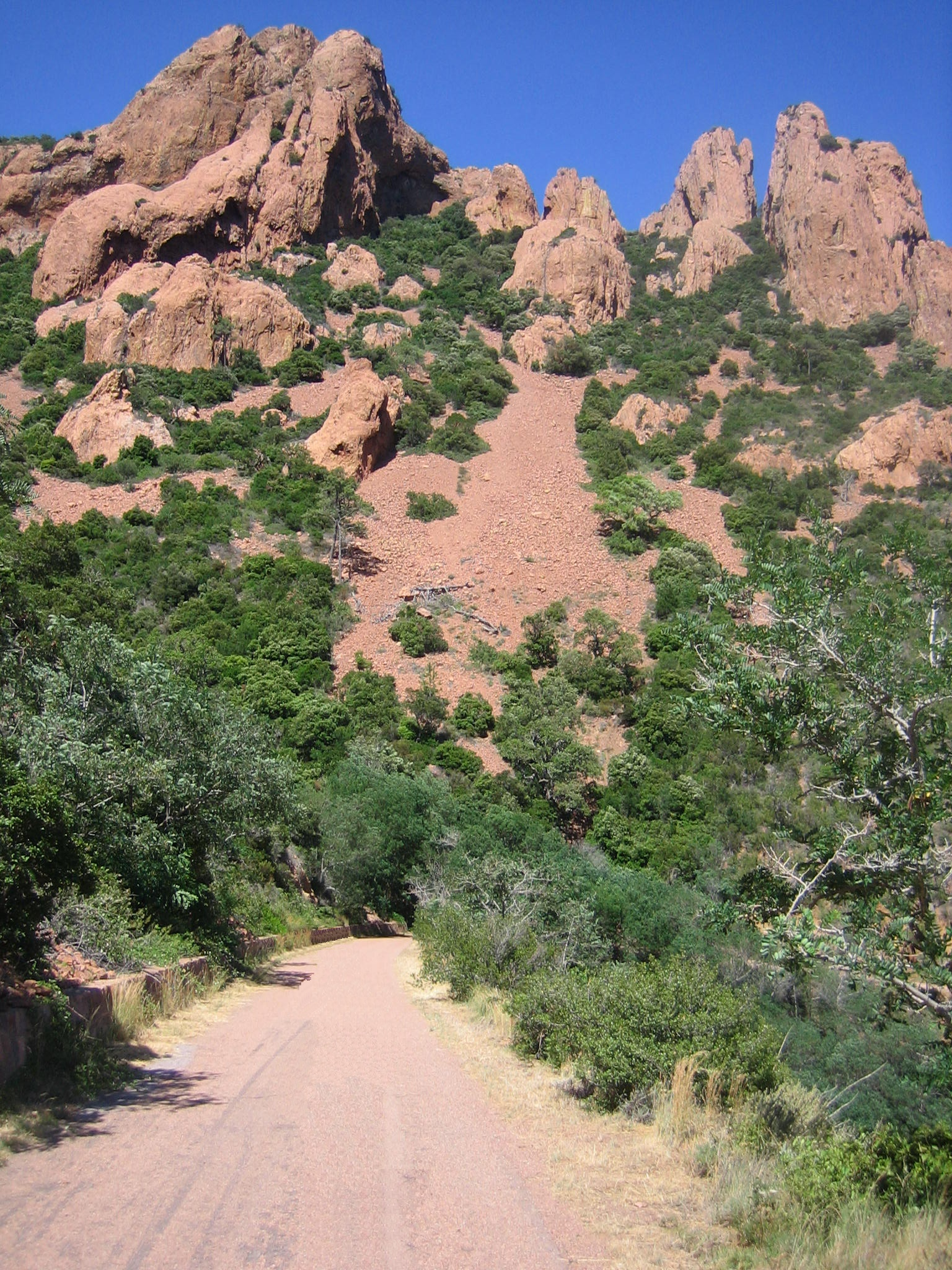
Weg zum Rocher Saint-Barthélémy
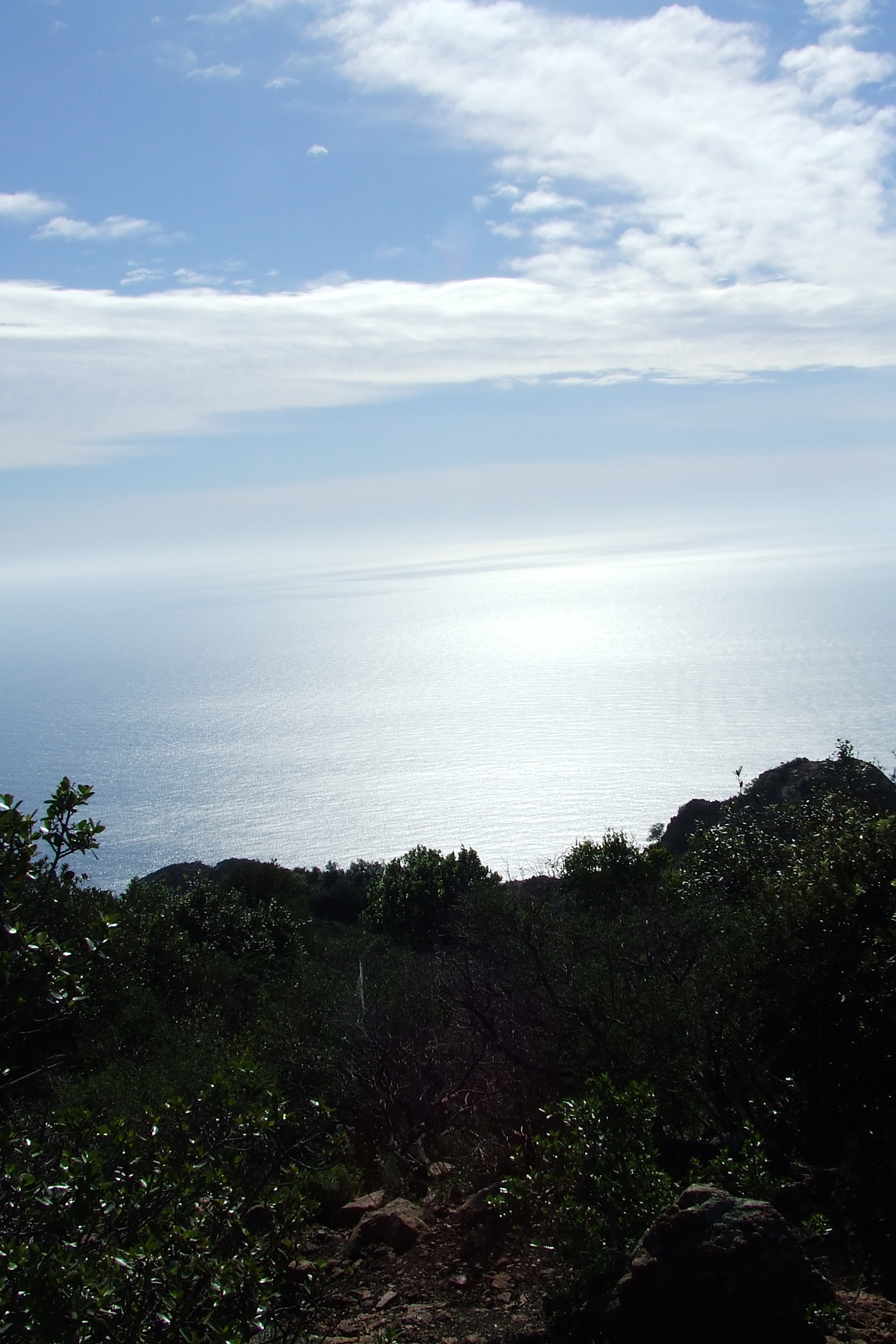
Blick auf die Bucht von Saint-Tropez
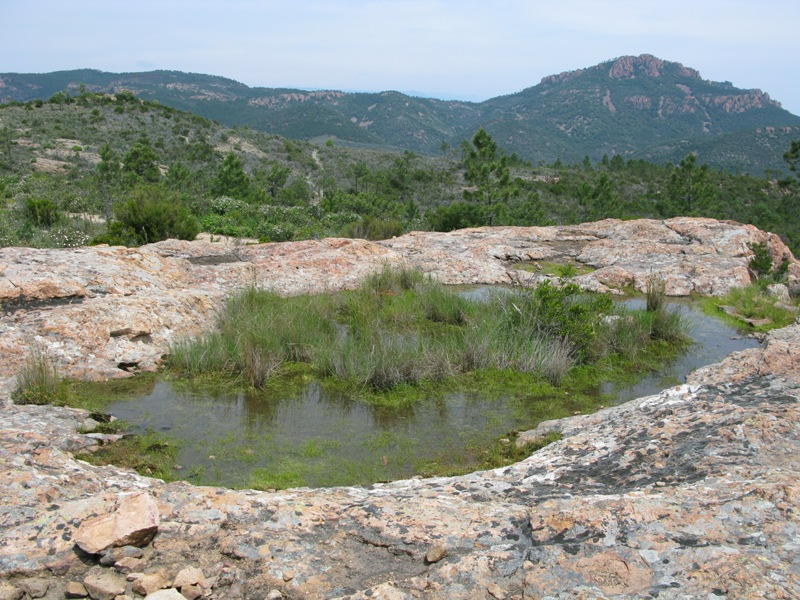
Teich
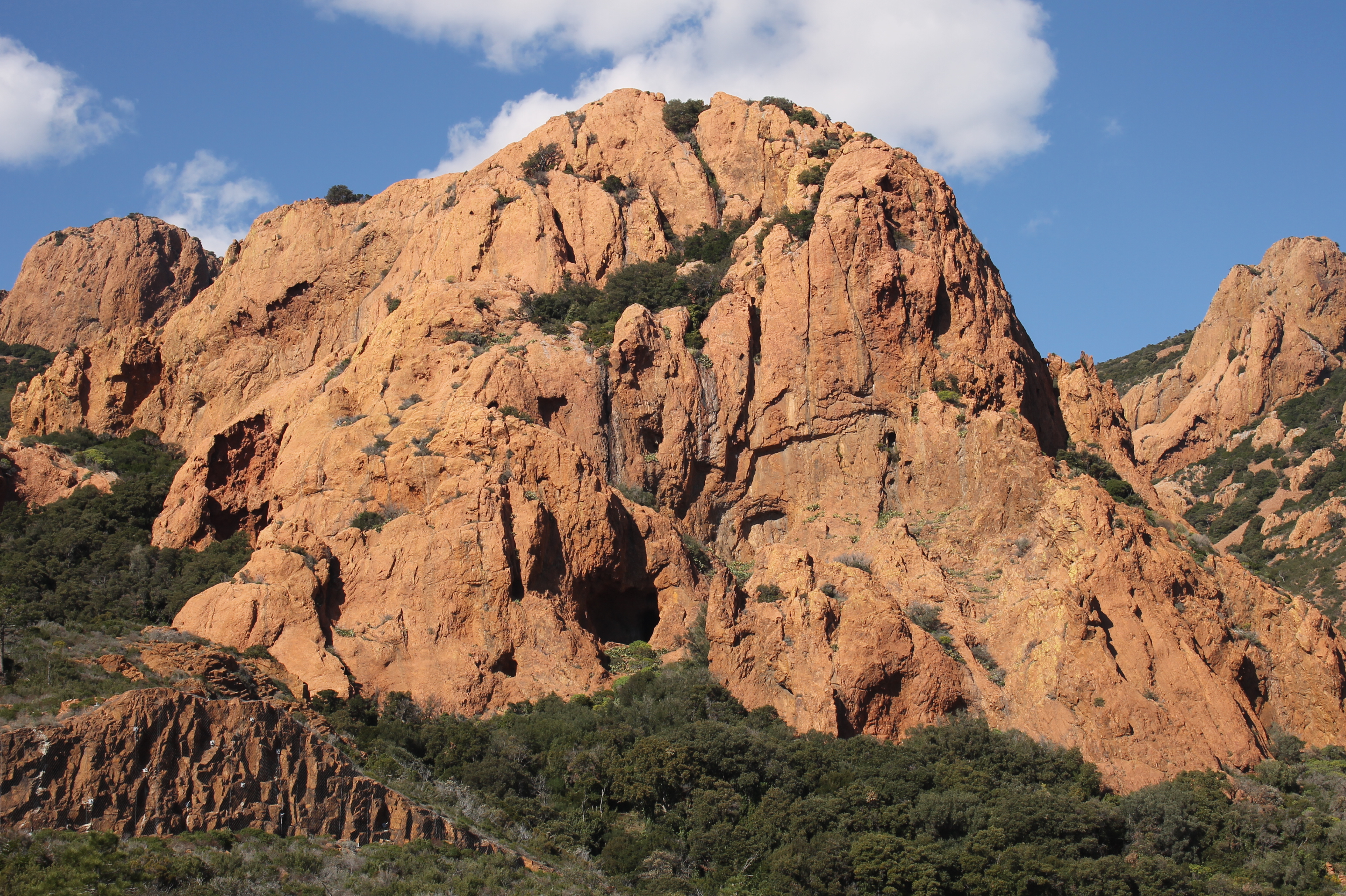
Rote Klippen des Esterel
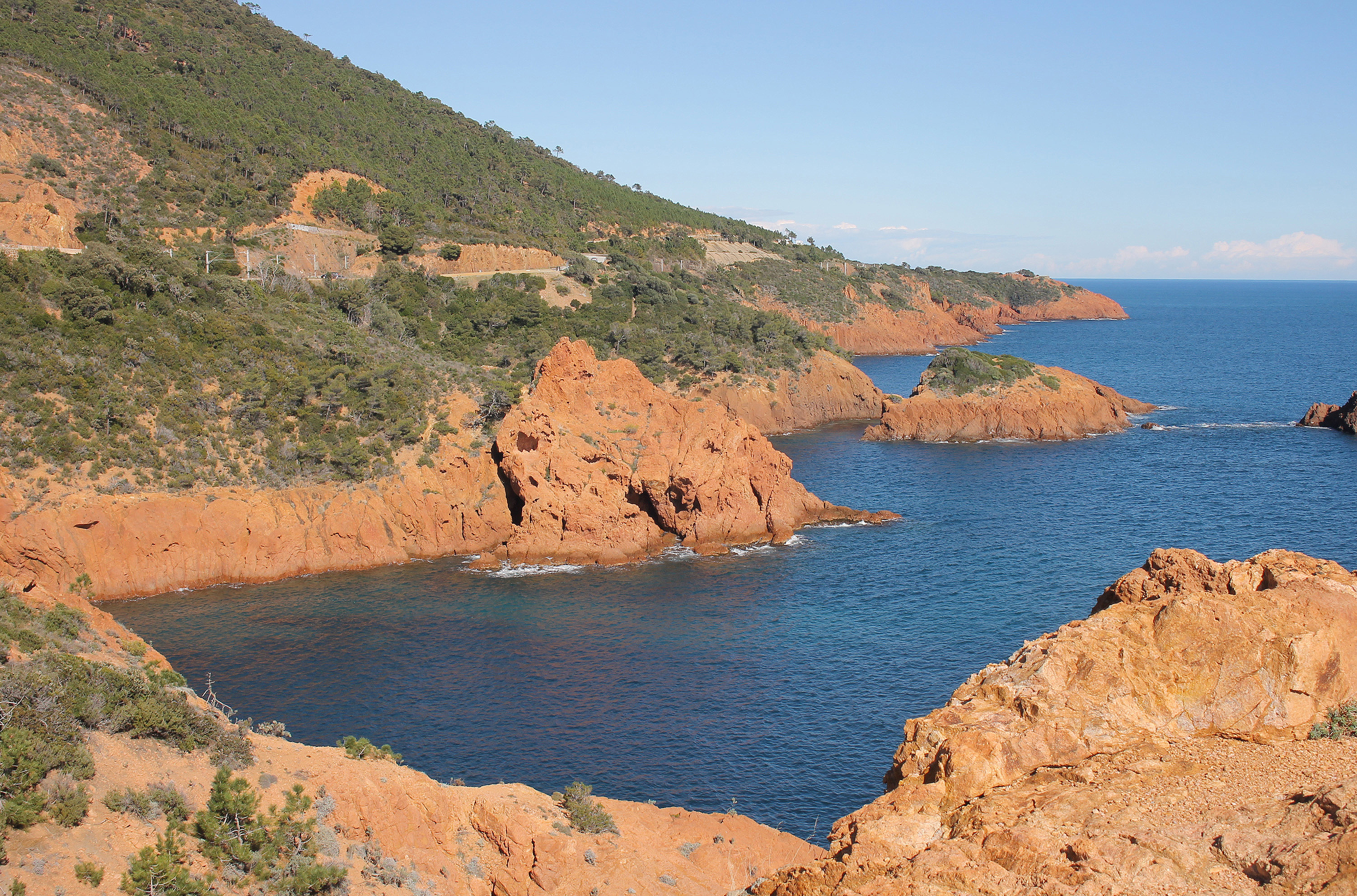
Calanque Saint-Barthélemy
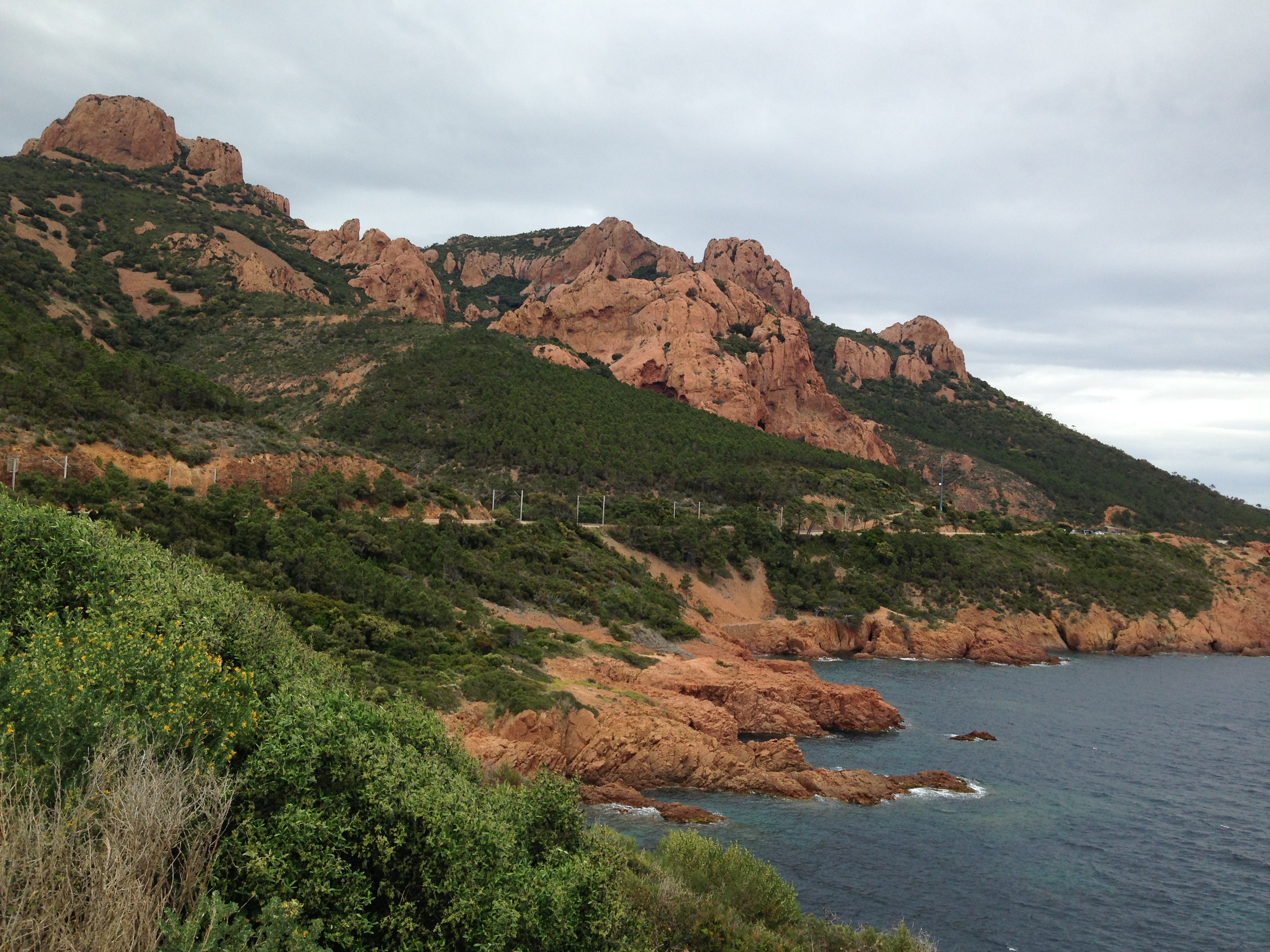
Massif von Esterel